# Bouquet (Gard)
Bouquet è un comune francese di 190 abitanti situato nel dipartimento del Gard, nella regione dell'Occitania.

## Società

### Evoluzione demografica
Abitanti censiti